# فرنسيس هاربر
فرنسيس هاربر (بالإنجليزية: Hill Harper)‏ (و. 1966 – م) هو ممثل، وممثل تلفزيوني، من الولايات المتحدة الأمريكية، ولد في آيوا سيتي، آيوا، هو عضوٌ في الحزب الديمقراطي الأمريكي.

## التعليم
تعلم في كلية كينيدي بجامعة هارفارد، وجامعة براون، وكلية هارفارد للحقوق.

## الأعمال
- 2017 : الطبيب الجيد

## وصلات خارجية
- فرنسيس هاربر على موقع IMDb (الإنجليزية)
- فرنسيس هاربر على موقع ألو سيني (الفرنسية)
- فرنسيس هاربر على موقع ميوزك برينز (الإنجليزية)
- فرنسيس هاربر على موقع أول موفي (الإنجليزية)
- فرنسيس هاربر على موقع قاعدة بيانات الأفلام السويدية (السويدية)
- فرنسيس هاربر على موقع إن إن دي بي (الإنجليزية)
- فرنسيس هاربر على موقع قاعدة بيانات الفيلم (الإنجليزية)
- فرنسيس هاربر على موقع كينوبويسك (الروسية)